# Museo del Diseño de Zúrich
El Museo del Diseño de Zúrich (en alemán Museum für Gestaltung Zürich), es un museo dedicado al diseño industrial, la comunicación visual, la arquitectura y la artesanía, ubicado en la ciudad suiza de Zúrich.
El museo, catalogado como patrimonio cultural suizo de importancia nacional, comprende una gran sala de exposiciones, una galería, un salón, una cafetería y una tienda, además del Museo Bellerive que le fue anexado.

## Historia

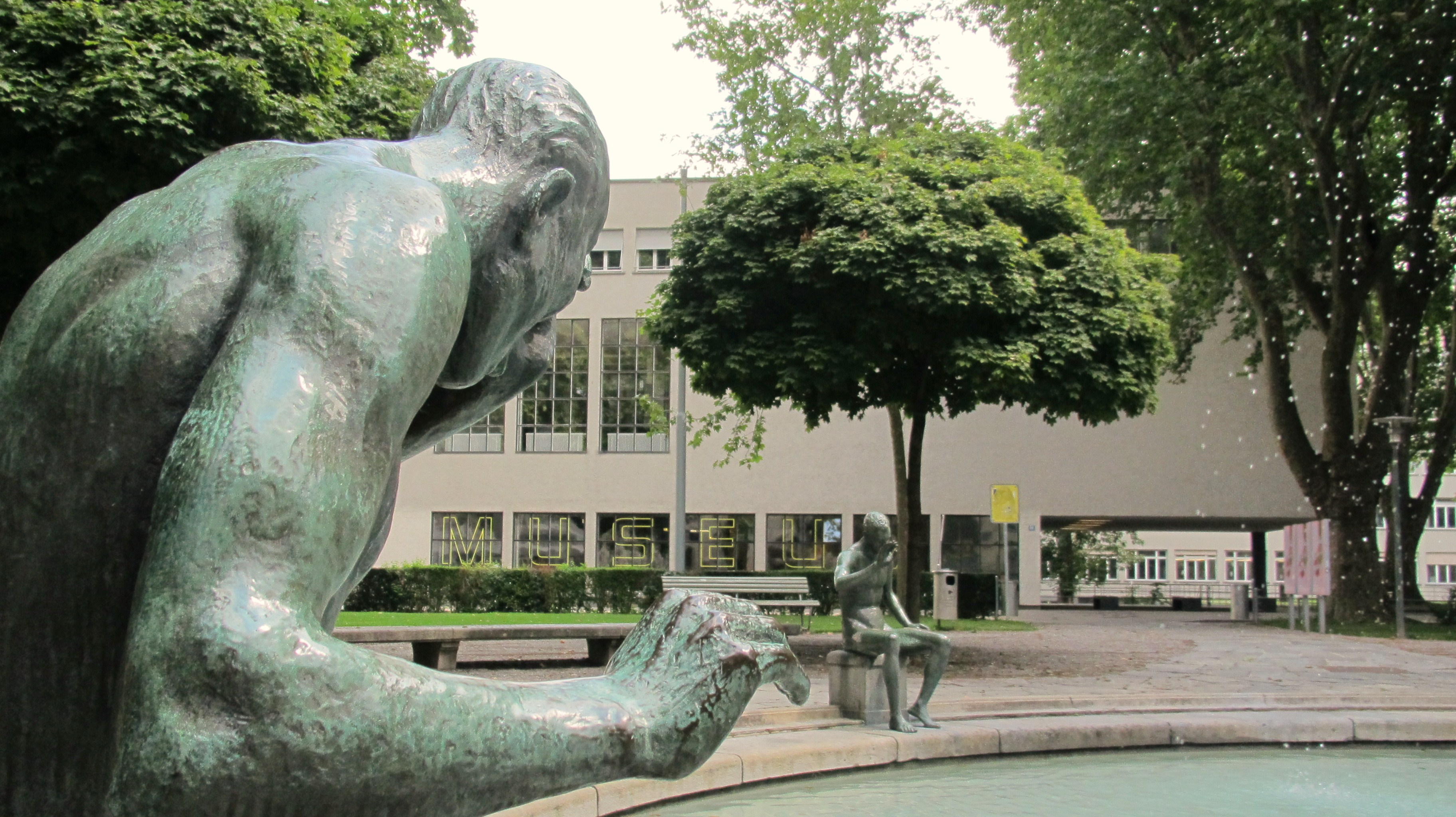
Estatuas en el patio del museo en la antigua Escuela de Diseño y Artes

En 1875 se fundó en Zúrich el Museo de Artes Decorativas a la vez que la Escuela de Diseño y Artes (hoy perteneciente a la Universidad de las Artes de Zúrich). El museo se amplió en 1933, año en que tomó su nombre actual.
En 2007 la Escuela de Diseño y Artes se fusionó con la Escuela de Música y Teatro y se trasladó a su nuevo edificio en el distrito Toni-Areal. A pesar de su expansión, el museo no fue capaz de albergar y exhibir todas las colecciones, las cuales fueros distribuidas en varias partes de la ciudad. Entre otros, el Museo Bellerive, ubicado a orillas del Lago de Zúrich y cedido al Museo de las Artes Aplicadas en 1878, exhibía la colección de artesanía y las exposiciones temporales. El edificio del Museo Bellerive fue devuelto a la ciudad de Zúrich en febrero de 2017, pero ya en 2014 todas las colecciones del Museo del Diseño se unieron bajo en mismo techo por primera vez en el nuevo edificio de Toni-Aeral, al oeste de Zúrich, cerrando el edificio en su ubicación histórica en la Ausstellungsstrasse («calle de las exhibiciones») para su renovación. Reabierto en marzo de 2018, el museo presenta ahora algunas de sus piezas más emblemáticas en este edificio, en exhibiciones permanentes al público por primera vez.

#### Pabellón Le Corbusier

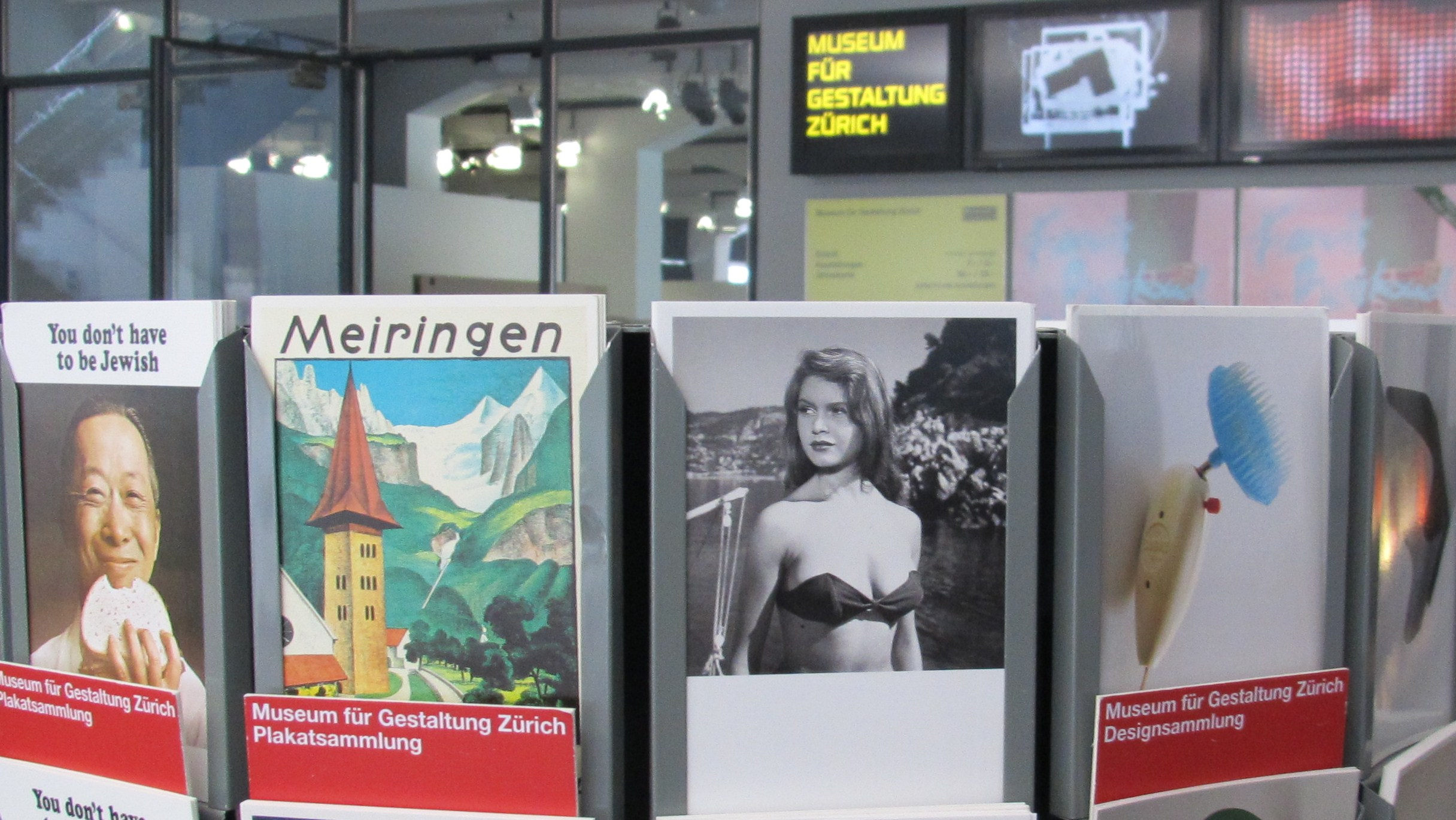
Colección de cartelería

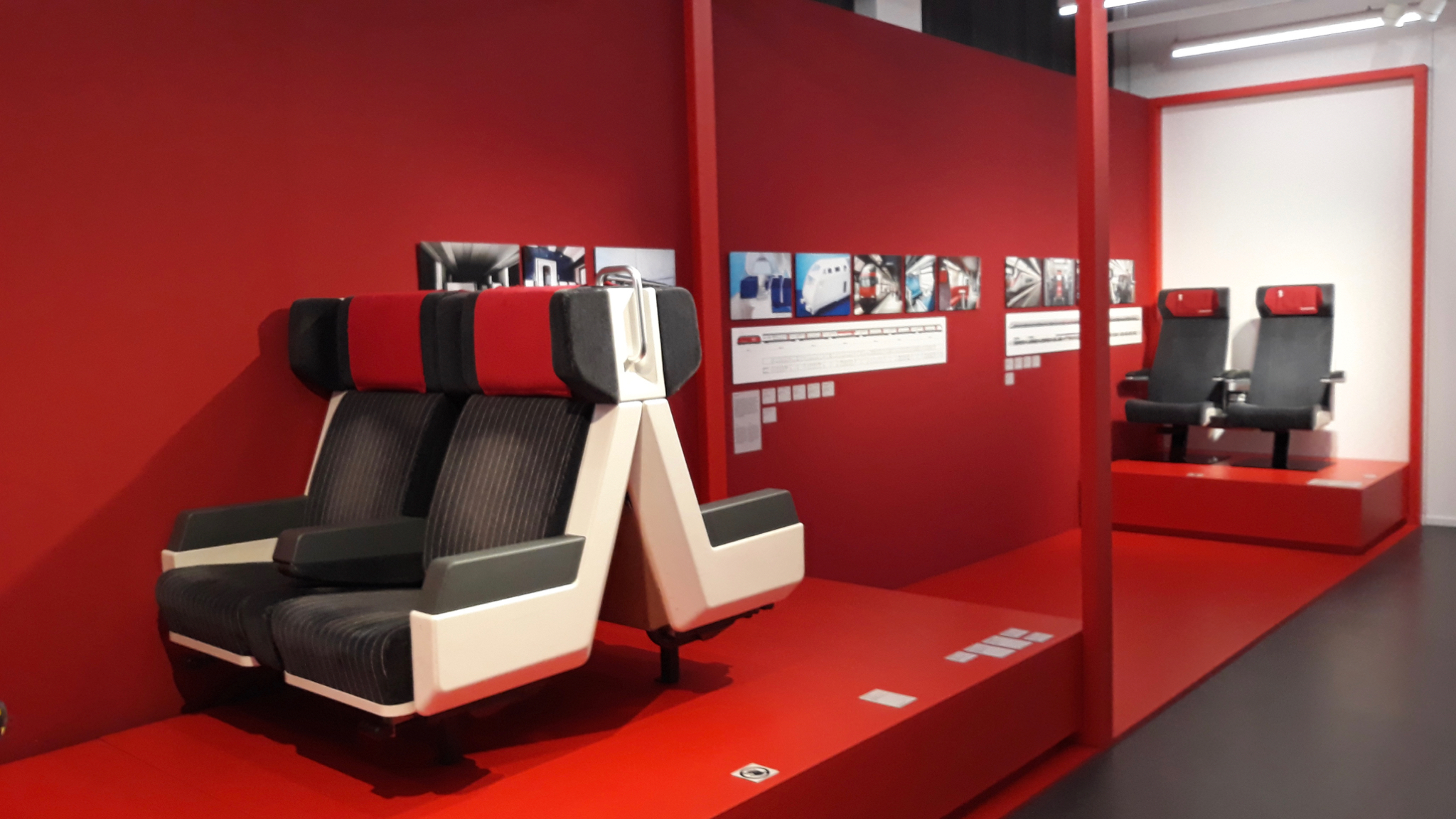
"Asientos de primera clase", modelo artístico

En 2017 un comité de expertos recomendó la adhesión del Pabellón Le Corbusier al museo, lo cual le iba a proporcionar un nuevo y atractivo concepto de programación a medida que combinaría exhibiciones con eventos multitudinarios. Renovado en 2019, el pabellón fue cedido al museo para un período de tres años, 2019 a 2022.

## Exhibición y colecciones
El Museo del Diseño de Zúrich cuenta con más de medio millón de piezas de exposición, divididas en cuatro colecciones separadas:
- Colección de carteles con alrededor de 300 000 piezas, enfocada principalmente en carteles suizos a partir de mediados del siglo XIX.
- Colección de objetos de diseño, contando con 10 000 obras realizadas por diseñadores de renombre del siglo XX, y que también contiene numerosos documentos relacionados con estos objetos (esbozos, especificaciones, manuales, patentes, publicidad, etc.)
- Colección gráfica, inaugurada el día de la creación del museo, que cubre la evolución y transformación gráfica cotidiana desde Gutenberg hasta nuestros días. En particular, contiene numerosos dibujos, grabados, libros ilustrados y libros de texto desde el siglo XV hasta el siglo XX.
- Colección de arte de casi 15 000 objetos, principalmente de Europa, Estados Unidos y Japón, que cubre los campos de las artes textiles, cerámica y vidrio.

Adicionalmente, el museo presenta entre cinco y siete exposiciones puntuales cada año en la sala y galería del edificio principal, además de organizar eventos en el Museo Bellerive y en las demás salas. En la mayoría de los casos, estas exposiciones constan de producciones originales, realizadas para la ocasión.